# Epicide (demo)
Epicide (in greco antico: Ἐπιεικίδαι?, Epieikídai) era un demo dell'Attica. Non se ne conosce la posizione e probabilmente deriva il suo nome da una famiglia aristocratica; una possibile derivazione dalla parola ἐπιεικής, uomo buono, sembra avvalorare questa ipotesi.
Negli anni 303/302 a.C. e 281/280 a.C. il demo non ebbe alcun buleuta nella Boulé.